# Cuerpo de Bomberos de Valparaíso

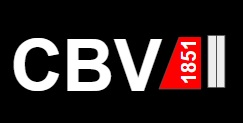
Logo del Cuerpo de Bomberos de Valparaíso

El Cuerpo de Bomberos de Valparaíso (CBV) opera en la ciudad de Valparaíso. Fue fundado el 30 de junio de 1851. Es el Cuerpo de Bomberos más antiguo de Chile y uno de los más antiguos de Sudamérica, además es el segundo en cuanto a tamaño, tras el Cuerpo de Bomberos de Santiago.
Se encuentra conformado por 16 compañías (11 de las cuales se encuentran en el plan de la ciudad y las restantes en los cerros) que desarrollan diversas labores, como la extinción de incendios, el rescate vehicular y el manejo de materiales peligrosos, entre otros.

## Historia
.

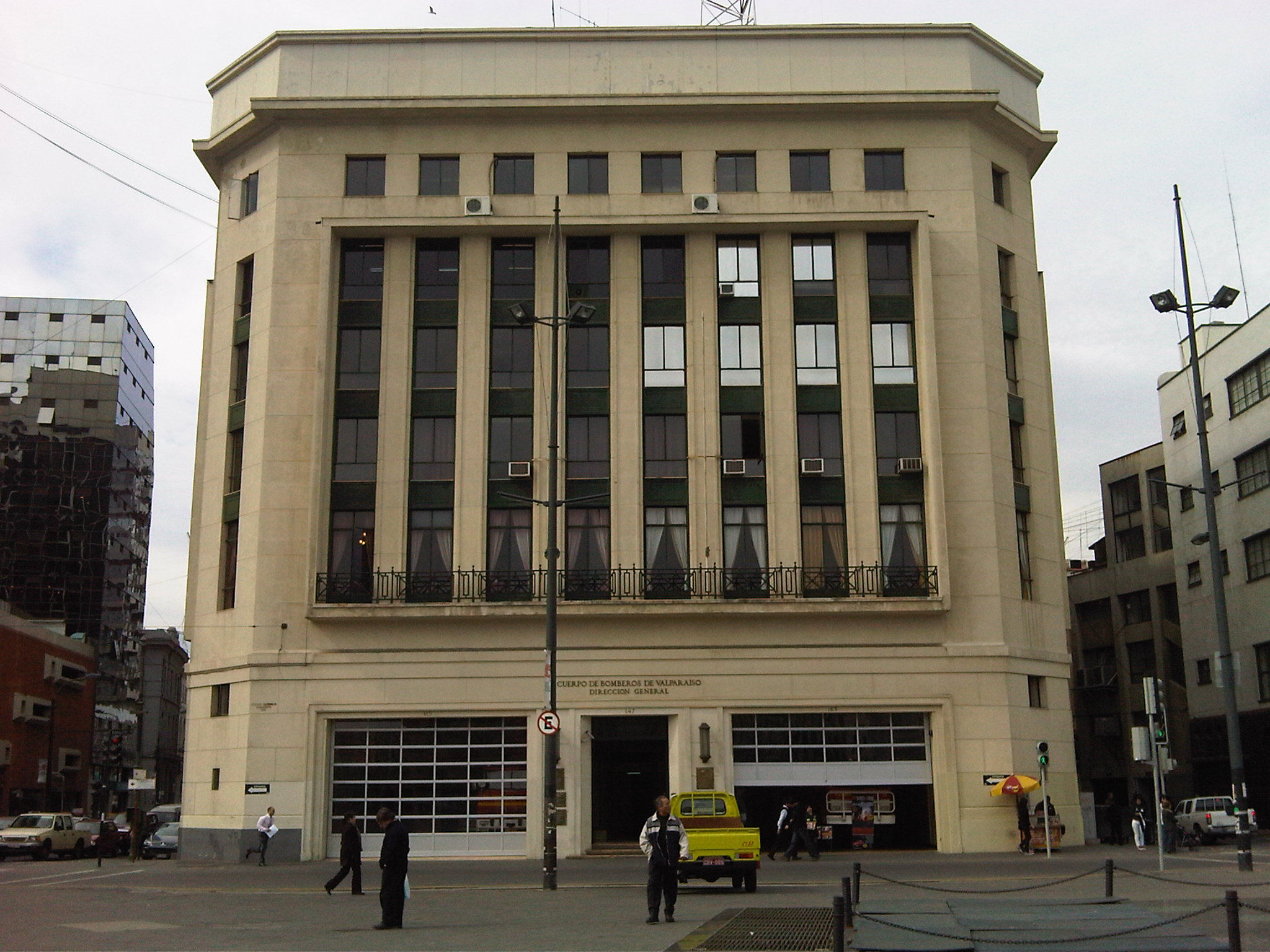
Edificio del Cuartel del Cuerpo de Bomberos de Valparaíso, ubicado en Plaza Sotomayor. El edificio además alberga a la Primera Compañía "Bomba Americana" y a la Segunda Compañía "Bomba Germanía"

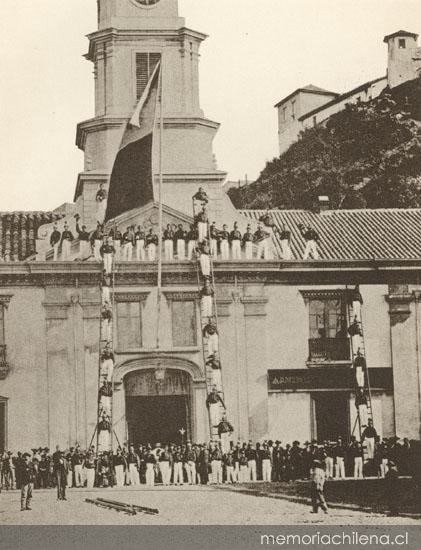
Cuerpo de bomberos en Valparaíso, hacia 1860.

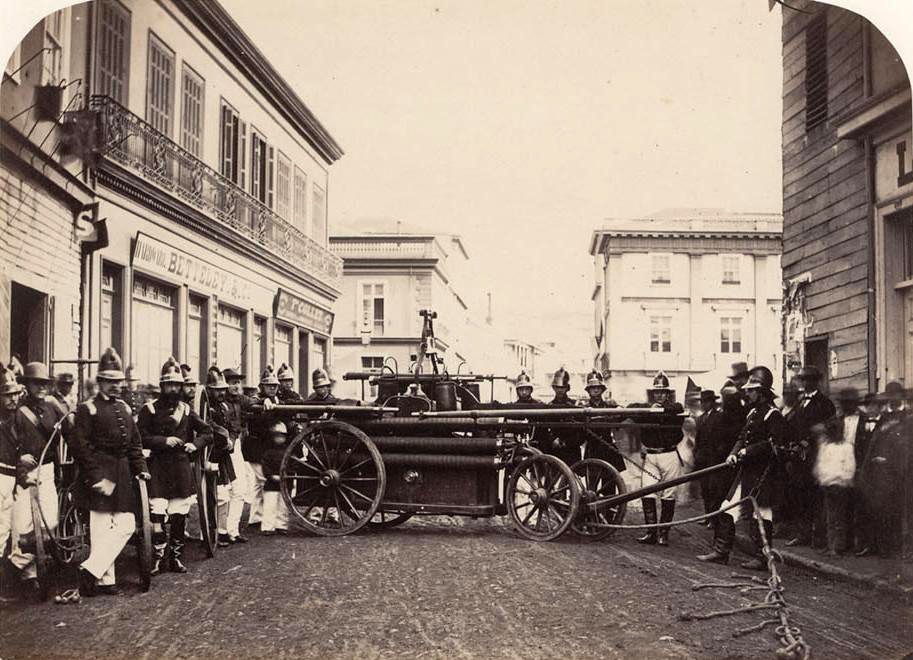
Voluntarios de la Primera Compañía "Bomba Americana" posan en 1861 junto a la primera bomba de palanca del Cuerpo, que actualmente se encuentra en la ciudad de Ancud, en la isla de Chiloé.

A mediados del siglo XIX, Valparaíso era un foco de desarrollo de gran importancia para el país. Principal puerto de la costa del Pacífico Sur, vivía una incesante actividad comercial, naviera y financiera, impulsada principalmente por inmigrantes europeos y norteamericanos. Pese a esto, los incendios eran una preocupación generalizada en todos sus habitantes puesto que, ante la falta de grupos organizados para su combate, llegaban a consumir cuadras enteras y a prolongarse por varios días.
Ante lo que ocurría en la ciudad, el diario El Mercurio de Valparaíso informó de la necesidad de organizar el trabajo contra los incendios. Aquel llamado encontró eco en un grupo de connotados vecinos que formaron la "Asociación contra incendios", futura base para el Cuerpo de Bomberos de Valparaíso.
El 19 de diciembre de 1850, tras un enorme incendio que consumió gran parte de lo que hoy es la calle Esmeralda, se realizó una reunión en la sala de la Intendencia provincial, presidida por José Santiago Melo Mendoza (subrogante del intendente Manuel Blanco Encalada), donde los vecinos asistentes decidieron crear una comisión organizadora que propusiera medidas para combatir los incendios. Esta comisión, formada por ilustres vecinos (como Juan Brown, José Cerveró, Nicolás Gatica, Guillermo Müller, José Tomás Ramos y Martín Stevenson), tuvo la función de solicitar los fondos necesarios a las autoridades y, además, tomar medidas de prevención para evitar nuevos incendios, como la limpieza de chimeneas y una mayor vigilancia policial.
Posteriormente, se incorporaron otros vecinos a las comisiones de organización y financiamiento: una estaba a cargo de formar definitivamente la organización de los voluntarios (formada por Brown, Müller y Stevenson, a quienes se le agregaron Jorge Hodson, E. Micke y Otto Udhe), y la otra a cargo del financiamiento y adquisición del material necesario para la creación de las primeras compañías (a cargo de Carlos Lamarca, Francisco Nebel y H. Ward).
Con el trabajo de los vecinos que conformaron las distintas comisiones, más el apoyo de las autoridades locales, el 30 de junio de 1851 se convocó a una asamblea general con el fin de finalizar las listas de incorporación de los voluntarios a las distintas compañías que se establecieron.
Se crearon las primeras cuatro compañías de bomberos:
- Primera Compañía de agua
- Segunda Compañía de agua
- Primera Compañía de ganchos, hachas y escaleras (Zapadores)
- Primera compañía de guardia de la propiedad (resguardora los bienes de los damnificados en los siniestros)

Tres de estas compañías aún están cumpliendo su labor: la Primera Compañía "Bomba Americana", la Segunda Compañía "Bomba Germania" y la Compañía de Guardia de Propiedad, actual Décima Compañía "Bomba Chileno Arabe".
La primera emergencia en la que participó este cuerpo de bomberos fue el incendio del vapor Perú, que quedó varado en la costa el 8 de julio de 1851 a la altura de la actual Plaza Victoria. El primer mártir del Cuerpo de Bomberos de Valparaíso fue el teniente tercero Eduardo Farley, miembro de la Primera Compañía de Hachas, Ganchos y Escaleras, quien murió el 13 de noviembre de 1858 en un siniestro de la calle del Cabo, hoy Esmeralda.
Hasta la fecha, 68 voluntarios componen el martirologio de la institución, siendo el último mártir hasta la fecha el voluntario de la 4.ª Compañía Gabriel Lara Espinoza (fallecido el 20 de enero de 2008).

### Incendio de la barraca Schulze
Este siniestro ocurrido en la madrugada del 1 de enero de 1953 es la peor tragedia que ha sufrido un cuerpo de bomberos a nivel nacional. Un incendio que parecía controlado en una barraca de maderas se transformó en tragedia a causa de una explosión causada por gran cantidad de material combustible guardado clandestinamente en la Dirección de Caminos de calle Blanco esquina Freire, muriendo 36 voluntarios de las compañías 6.ª, 7.ª, 8.ª, 10.ª y 11.ª, además de un carabinero y una decena de civiles.

## Compañías

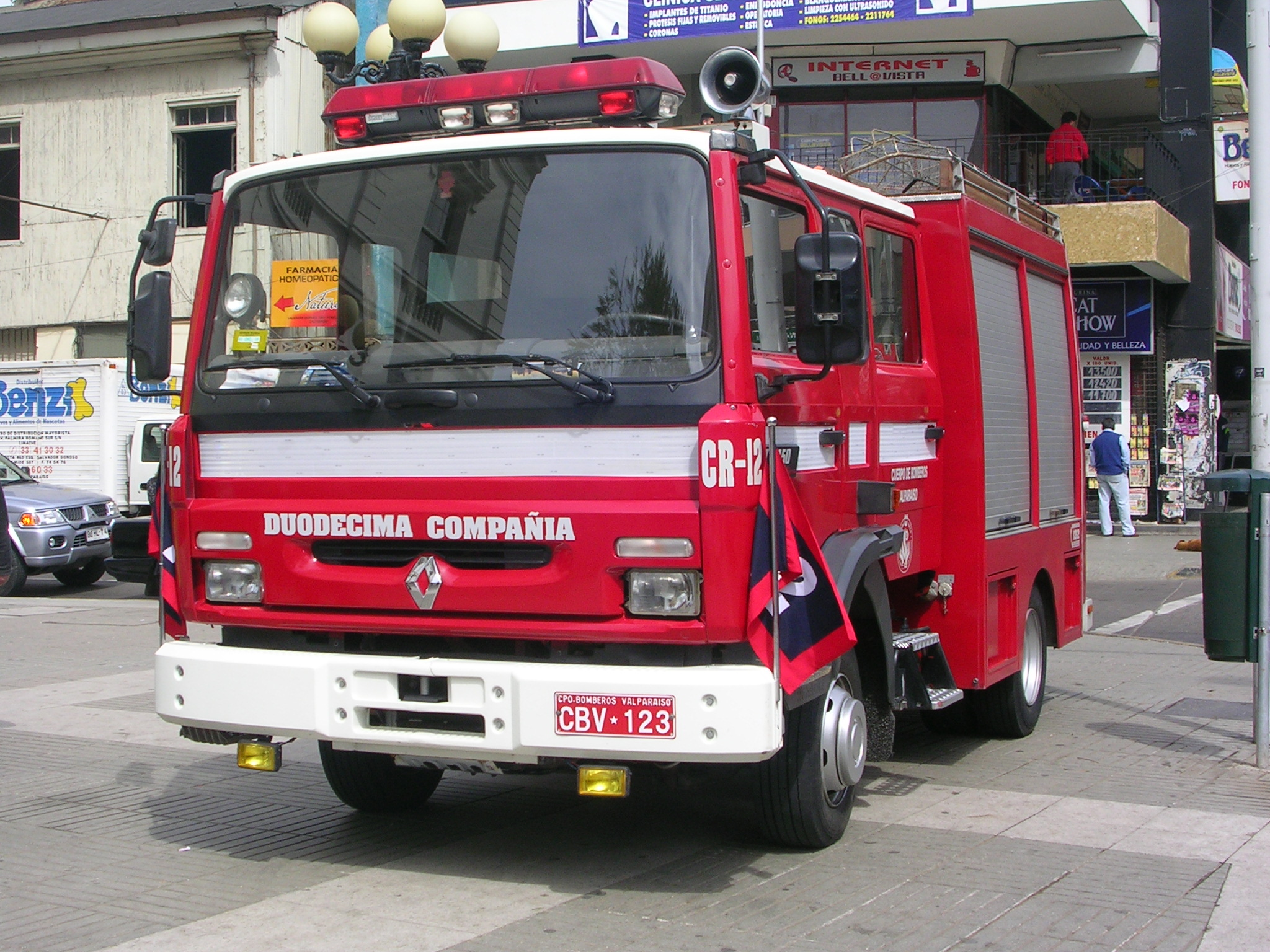
Ex carro de especialidad "Rescate" de la Duodécima Compañía "Bomba Suiza", en el barrio de Playa Ancha.

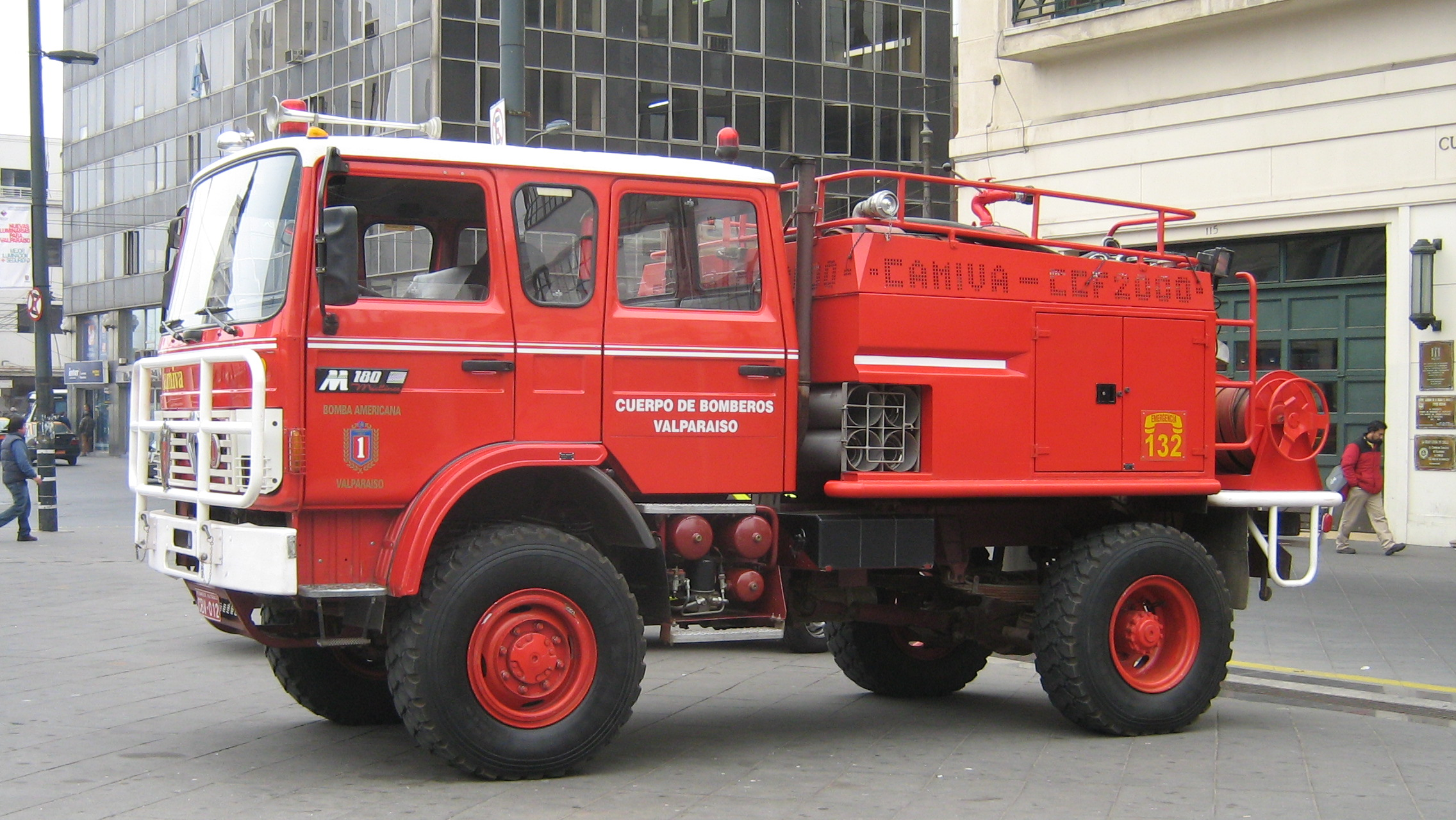
Carro de especialidad "Incendios Forestales" de la Primera Compañía "Bomba Americana" año 1995

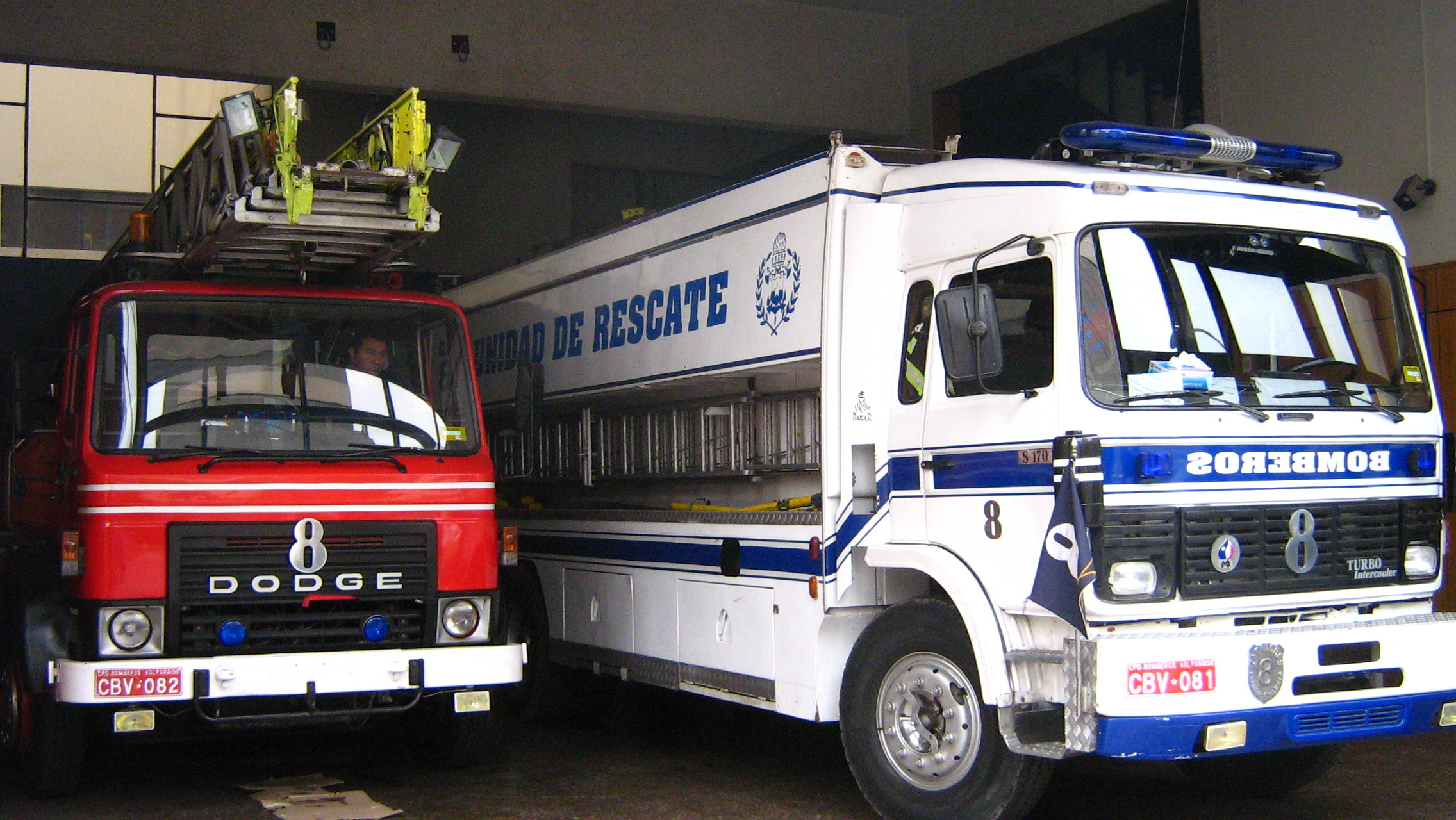
Dos antiguas unidades de la Octava Compañía "Zapadores Franco Chilenos" en su cuartel.

El Cuerpo de Bomberos de Valparaíso está conformado por las siguientes compañías:
| Compañía                                              | Fundación                           | Especialidad                                                                        | Cuartel              |
| ----------------------------------------------------- | ----------------------------------- | ----------------------------------------------------------------------------------- | -------------------- |
| Primera Compañía "Bomba Americana"                    | 6 de junio de 1851 (174 años)       | - Agua - Incendios Forestales                                                       | Plaza Sotomayor      |
| Segunda Compañía "Bomba Germania"                     | 7 de junio de 1851 (174 años)       | - Agua - Rescate Vehicular - Rescate en Altura                                      | Plaza Sotomayor      |
| Tercera Compañía "Cousiño y A. Edwards"               | 13 de octubre de 1853 (171 años)    | - Agua - Incendios Forestales                                                       | Parque Italia        |
| Cuarta Compañía "Almirante Blanco Encalada"           | 17 de mayo de 1856 (169 años)       | - Agua - Incendios Forestales                                                       | Freire               |
| Quinta Compañía "Pompe France"                        | 21 de junio de 1856 (169 años)      | - Agua - Incendios Forestales                                                       | Freire               |
| Sexta Compañía "Cristoforo Colombo"                   | 23 de enero de 1858 (167 años)      | - Agua - Incendios Forestales                                                       | Parque Italia        |
| Séptima Compañía "Bomba España"                       | 17 de agosto de 1893 (131 años)     | - Agua - Materiales Peligrosos                                                      | Av. Pedro Montt      |
| Octava Compañía "Zapadores Franco Chilenos"           | 21 de junio de 1856 (169 años)      | - Escalas (Zapadores) - Rescate Vehicular - Rescate en Altura                       | Blanco Sur           |
| Novena Compañía "Zapadores Freire"                    | 19 de enero de 1858 (167 años)      | - Escala (Zapadores) - Rescate Vehicular - Rescate en altura                        | Freire               |
| Décima Compañía "Bomba Chileno Arabe"                 | 9 de junio de 1851 (174 años)       | - Escala (Salvadora y Guardia de Propiedad) - Rescate Vehicular - Rescate en Altura | Parque Italia        |
| Undécima Compañía "George Garland"                    | 13 de septiembre de 1901 (123 años) | - Agua - Materiales Peligrosos                                                      | Blanco Sur           |
| Decimosegunda Compañía Luis Bravo Osses "Bomba Suiza" | 29 de octubre de 1969 (55 años)     | - Agua - Rescate Vehicular - Incendios Forestales                                   | Cerro Playa Ancha    |
| Decimotercera Compañía "George Mustakis Dragonas"     | 25 de abril de 1973 (52 años)       | - Agua - Rescate Vehicular - Incendios Forestales                                   | Placilla de Peñuelas |
| Decimocuarta Compañía "Reino de Bélgica"              | 30 de mayo de 1973 (52 años)        | - Agua - Rescate Vehicular - Incendios Forestales                                   | Cerro Los Placeres   |
| Decimoquinta Compañía "Bomba Israel"                  | 30 de mayo de 1973 (52 años)        | - Agua - Incendios Forestales                                                       | Rodelillo            |
| Decimosexta Compañía "Libertador Bernardo O'Higgins"  | 24 de octubre de 2000 (24 años)     | - Agua - Incendios Forestales                                                       | Laguna Verde         |

### Conformación de las Compañías
Primera Compañía "Bomba Americana"

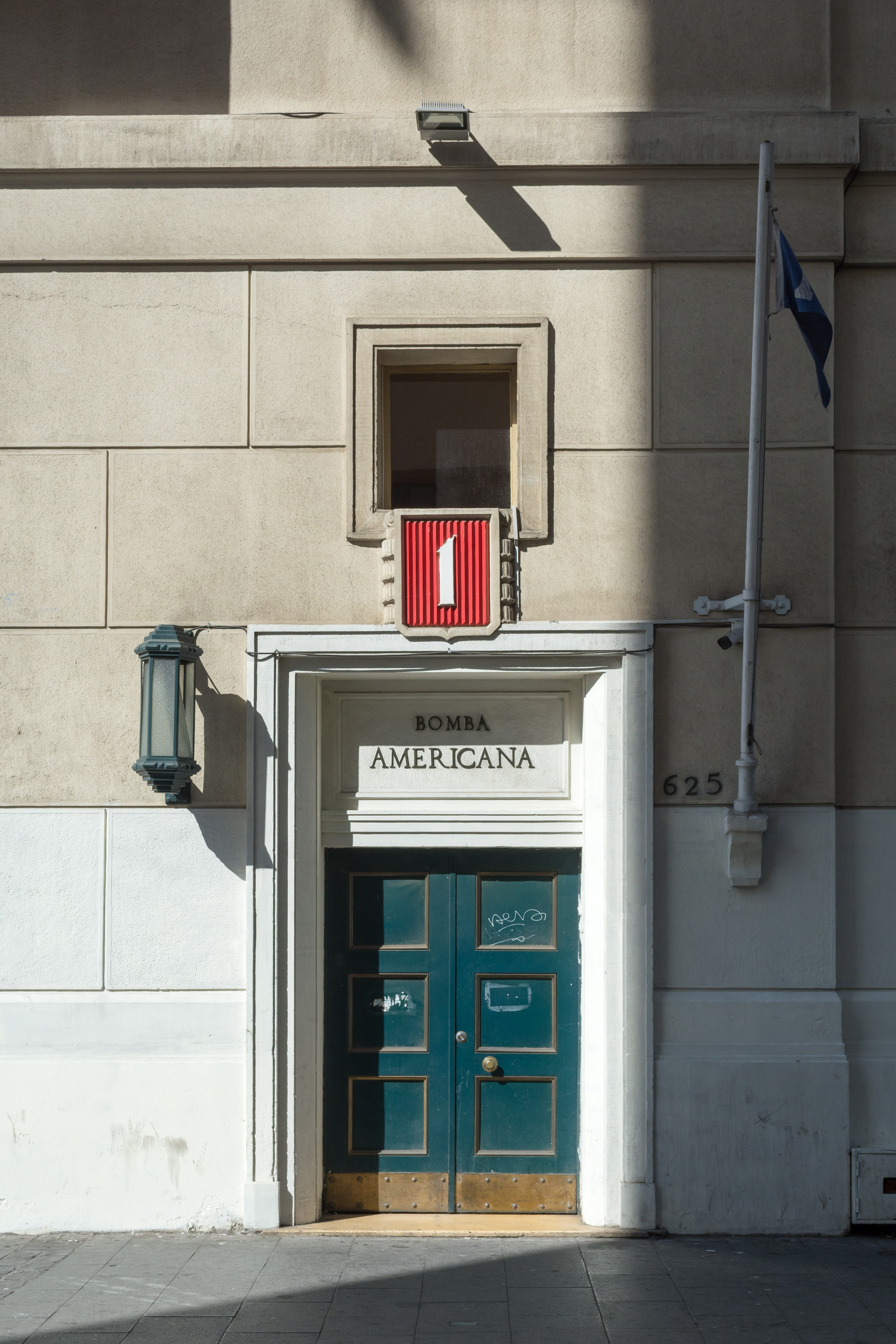
Entrada de la Primera Compañía "Bomba Americana" por calle Cochrane.

La "Bomba Americana" fue creada el 6 de junio de 1851, en los salones de la Bolsa de Comercio de la ciudad. Agrupó en sus inicios principalmente a británicos y estadounidenses. Ingresaron 151 voluntarios, los cuales vistieron un uniforme de color rojo. La fecha oficial de fundación es el 30 de junio de 1851, al cerrarse los registros de los fundadores.
El primer incendio al que concurrieron ocurrió el 8 de julio de 1851, en el vapor Perú que se encontraba varado en una playa. Los voluntarios trabajaron durante 5 horas para extinguir las llamas proveniente de las carboneras de la embarcación. El 13 de septiembre de 1851 realizan su primer ejercicio, en la Plaza Victoria. 
La primera bomba con que contó la compañía fue a palanca, denominada La Americana, fue hecha en Estados Unidos y llegó el 16 de junio de 1852.
Su primer cuartel estuvo ubicado en el Edificio de la Bolsa de Comercio, aunque desde 1870 se encuentra en Plaza Sotomayor, frente al Monumento a los Héroes de Iquique.
Desde 1982 es impulsora de la especialidad de combate de Incendios Forestales, junto con las Cuarta Compañía "Almirante Blanco Encalada" y Sexta Compañía "Cristoforo Colombo".
Segunda Compañía "Bomba Germania"

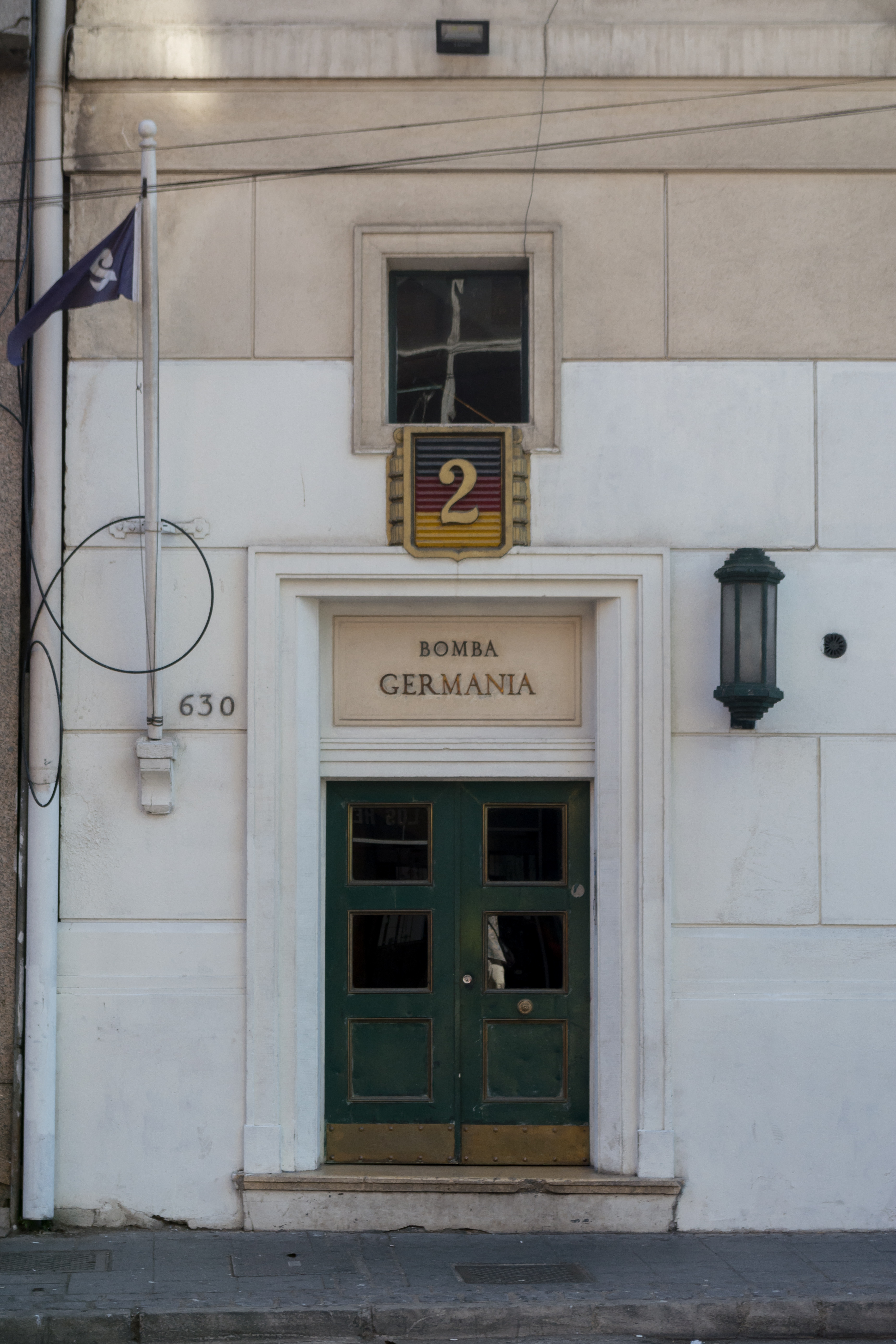
Entrada de la Segunda Compañía "Bomba Germania".

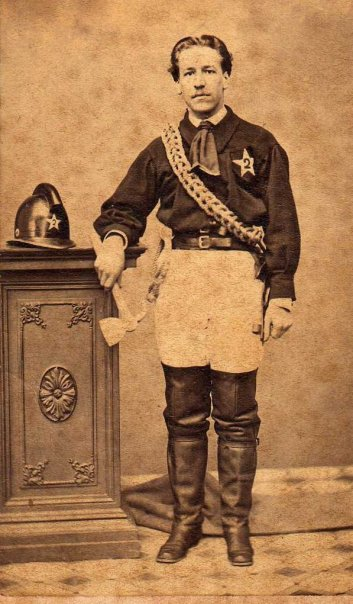
Alberto Nebel Ovalle, capitán de la Segunda Compañía "Bomba Germanía" en 1879.

La Compañía fue creada el 7 de junio de 1851, tras formar su reglamento y nombrar capitán y oficiales. En sus inicios fue conformada principalmente por ciudadanos y descendientes alemanes.
Tradicionalmente esta compañía se caracterizó por dedicarse al combate de incendios, pero desde el año 2006 adquirió la especialidad de Rescate, la que desempeña hasta el día de hoy. El color tradicional de la compañía es el Azul Prusiano. 
Tercera Compañía "Cousiño y A. Edwards"
El 1 de septiembre de 1853 un incendio en la calle de la Victoria destruyó gran parte de las viviendas del barrio Almendral. A esta emergencia concurrieron las compañías ya existentes, quienes detuvieron las llamas justo en la residencia del empresario Matías Cousiño. Aquel incendio fue el punto inicial para la creación de la tercera compañía, la que se denominó Bomba del Almendral, al estar enclavada en el barrio del mismo nombre. Cousiño fue quién se encargó de traer una bomba de palancas desde Estados Unidos, la cual llegó el 2 de noviembre de 1854 y fue bautizada con su apellido. Se distinguió que entre sus filas no hubiera inmigrantes europeos ni norteamericanos, como en las compañías ya creadas, donde estos eran mayoría.
El 13 de octubre de 1854 se eligió a la primera oficialidad, resultando electo como director Luis Cousiño y como capitán Edmundo Sartori.
Durante toda su historia ha ocupado el mismo cuartel, ubicado en Avenida Pedro Montt, inaugurado el 24 de marzo de 1889. Fue construido gracias a la gestión personal de Ángel Gallo Goyenechea, a su vez voluntario, y que fue presentado ante el presidente de ese entonces Manuel Montt, en 1856.
Los máquinas que han constituido esta compañía han sido gracias a los aportes de personas como Agustín Edwards Ossandón, Emeterio Goyenechea, Juana Ross, Isidora Goyenechea y Carlos Van Buren.
En 1906, su primer cuartel fue afectado casi en su totalidad por el Terremoto de Valparaíso. Fue reconstruido gracias a la acción del voluntario Carlos García Ledesma, acompañado por otros dos insignes bomberos: Roberto Délano y Carlos Van Buren. Se reinauguró el 13 de octubre de 1908. Otro terremoto, el del 1985, dañó nuevamente el cuartel. Se recolectaron fondos entre los voluntarios, amigos y, finalmente, el almirante José Toribio Merino dispuso el aporte final para la reconstrucción. Fue reinaugurado el 17 de marzo de 1990. Su color tradicional es el granate.
Cuarta Compañía "Almirante Blanco Encalada"
La cuarta compañía fue fundada el 17 de mayo de 1856, con fondos de la colectividad española residente. Se denominó  "Cuarta Compañía de Bombas Valparaíso", pero fue conocida como "La Española", ya que en militaban en su mayoría españoles y sus descendientes.
Se tenía a su disposición, una potente bomba a palanca de primera clase, participando activamente en las grandes jornadas como componente de la Asociación contra Incendios, desde su fundación hasta mediados de 1864, cuando se declaró la Guerra hispano-sudamericana, creándose posteriormente situaciones graves dada la efervescencia popular en contra de los españoles, con diversas manifestaciones públicas en contra de todos los habitantes de esa nacionalidad en el país. En un hecho lamentable, se apedreo el cuartel de los bomberos españoles y lo trataron de saquear, pero se evitó con la intervención de Benjamín Vicuña Mackenna. Ante el clima hostil que se estaba viviendo, la compañía española no continuó actuando, y acordaron su disolución y la entrega de la bomba y todos los materiales a la Asociación contra Incendios.
Disuelta la bomba española, un grupo de antiguos bomberos solicitaron la entrega de la bomba y de sus materiales, con el fin de formar una compañía de nacionalidad chilena. Se le entregó todo el material al grupo, que, el 10 de noviembre de 1864 crearon la "Compañía de Veteranos", la que actuó hasta el 9 de enero de 1865, cuando fue bautizada con el nombre del primer Presidente de la República, el Almirante Manuel Blanco Encalada.
Fue  la primera compañía de la ciudad en contar con un carro forestal, el cual les fue facilitado por el Servicio Agrícola y Ganadero (entidad que anteriormente prevenía y controlaba los incendios forestales en Chile antes de la creación de CONAF) el año 1971.
Quinta Compañía "Pompe France"
La Quinta Compañía de Bomberos fue fundada el  1 de junio de 1856 por ciudadanos y descendientes de origen francés. Además, se aprobó la idea de usar el tipo de uniforme que tenían los bomberos de París, aceptando el lema Honneur Et Devoument (Honor y Abnegación).
El Cuerpo de Bomberos de Valparaíso envió la aceptación oficial, indicando que procedía  la formación tanto de una primera compañía francesa, bajo el nombre de Quinta Compañía "Pompe France", así como también otra bajo el nombre de "Segunda Compañía de Gancho y Escalera Zapadores Franceses" (actualmente la Octava Compañía "Zapadores Franco Chilenos").
Cuenta con un mártir, el ayudante Christian Modrow Valdebenito, fallecido el 16 de agosto de 1989 a la edad de 24 años, al caer de una techumbre en un incendio en calle Uruguay que afectó al restaurante "Plato Listo" y el supermercado "Santa Isabel", cuando cedió el techo cayendo desde una altura de 12 metros, golpeándose su cabeza contra una máquina en el primer piso.
Sexta Compañía "Cristoforo Colombo"

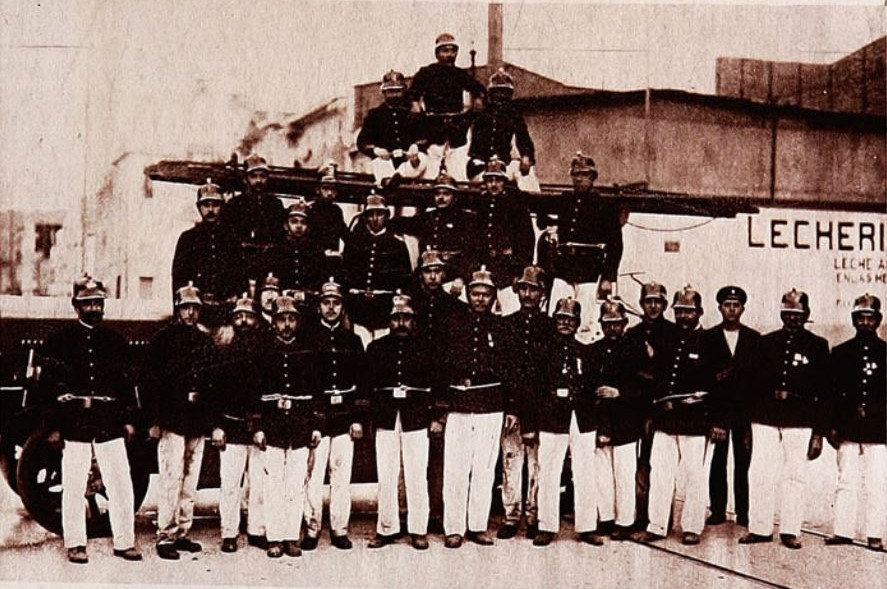
Voluntarios y auxiliares de la bomba "Cristóforo Colombo" en 1915.

La sexta Compañía fue fundada como Sesta Compagnia di Pompieri bomba Cristoforo Colombo  el 23 de enero de 1858 por ciudadanos y descendientes de origen italiano. Corresponde a la institución italiana activa más antigua del continente.
En 1982 fue pionera en el combate de incendios forestales. Por su estratégica ubicación cubre sectores conflictivos en cuanto a emergencias forestales como el Camino La Pólvora, el Fundo Pajonal y el sector de El Vergel Alto. Su color tradicional es el verde.
Séptima Compañía "Bomba España"
Tras la disolución de la Compañía "La Española" en 1865 ante el clima de hostilidad generado por la Guerra hispano-sudamericana, y una vez apaciguada la relación entre Ibéricos y Chilenos, la colectividad de españoles en Chile mantuvo y revitalizó su presencia en Valparaíso, pese a que la ciudad fue bombardeada en el marco del conflicto en 1866. Un grupo de ellos querían nuevamente formar una compañía de bomberos española, tras más de dos décadas de desaparecida dicha unidad bomberil.
Tras la creación de la Bomba España de Santiago en 1892, el 17 de agosto de 1893 se crea la actual Séptima Compañía Bomba España de Valparaíso. Tomó el número ordinal 7 dejado desierto por la disolución de la Primera Compañía de Hachas, Ganchos y Escalas. Es, junto a la Undécima Compañía "George Garland", especializada en emergencias de materiales peligrosos.
Octava Compañía "Zapadores Franco Chilenos"
La Octava Compañía de Bomberos fue fundada el  1 de junio de 1856 por ciudadanos y descendientes de origen francés, junto a la Quinta Compañía "Pompe France", ante la necesidad de contar con unidades de zapadores. Denominada hasta 1919 como Compañía de Hachas, Ganchos y Escalas "Zapadores Franceses", paso desde aquel año a su actual denominación. 
Como parte de su herencia francesa, el casco parisino Adrian sigue siendo parte del uniforme de parada de la compañía hasta el día de hoy.
Es la compañía con la mayor cantidad de bomberos mártires en Chile. Dieciséis de ellos fallecieron en la explosión del polvorín de Vialidad el año nuevo de 1953, entre ellos el Segundo Comandante de la institución, José Serey Sagredo, quien estaba a cargo de la emergencia al momento de ocurrir la tragedia, además del Mártir en Vida Guillermo Kukuljan, último de los sobrevivientes de aquella fatídica noche, quien falleció en 1999.
Actualmente, además de la tradición de compañía Zapadora (la más antigua en su tipo del continente), ha sido pionera en los rescates verticales en edificios y acantilados mediante el uso de cuerdas, además de atender emergencias de rescate vehicular, en espacios confinados y salvataje de personas en general.
Novena Compañía "Zapadores Freire"
A diferencia de las dos compañías de Hachas y Escalas ya existentes y la Guardia de Propiedad, donde los inmigrantes europeos y norteamericanos eran mayoría, el 19 de enero de 1858 se crea la Tercera Compañía de Hachas, Ganchos y Escalas, la cual pasó a ser la Novena Compañía, la cual estaba compuesta mayormente por chilenos.
Ubicada en un sector estratégico, cubre la parte norte de Valparaíso, principalmente los cerros Esperanza, Placeres y Barón, además de la Avenida España (la tercera vía más transitada de Chile) hasta el límite con la comuna de Viña del Mar. 
El rescate vehicular es uno de los llamados más recurrentes que hoy en día enfrenta la compañía.
Décima Compañía "Bomba Chileno-Árabe" (Salvadora y Guardia de Propiedad)
La historia de la Décima Compañía de Bomberos de Valparaíso, constituida el 9 de junio de 1851, está estrechamente vinculada a la historia de la ciudad como Unidad encargada de guardar y proteger las propiedades de los incendios, inundaciones, sismos, maremotos y de toda otra calamidad pública, sirviendo a la comunidad con abnegación, desinterés y sacrificio olvidándose de sí mismo para darse a los demás.
Nació junto a sus congéneres; la Primera –Bomba Americana–, la Segunda –Bomba Germania– ambas de agua y la Primera de Hachas, Ganchos y Escaleras, a raíz del gran incendio del 15 de diciembre de 1850.
El 29 de abril de 1851 se propuso en forma definitiva la organización del Servicio de Bombas para lo cual se contaba ya con 330 inscritos que fueron distribuidos en dos Compañías de Agua, cada una con 100 hombres, una de Hachas, Ganchos y Escaleras con 80 hombres y la Guardia de Propiedad con 50 personas.
Se fijó como fecha inaugural para estas compañías, el 30 de junio de 1851, fecha en que se cerraron los registros y que es la que corresponde naturalmente, a la fundación del Cuerpo de Bomberos de Valparaíso, el primero de la ciudad y en el país.
Undécima Compañía "George Garland"
Dice la tradición de la Compañía que un grupo decidido y entusiasta de británicos y anglo-chilenos del Cerro Alegre elevó una petición al Superintendente del Cuerpo de Bomberos con el fin de poder fundar una Compañía de agua; la que prestaría sus servicios a dicho cerro y a otros vecinos, incluso a un sector del Plan de la ciudad si fuera necesario; asimismo agregaron que, su objeto era facilitar la entrada a los jóvenes que recién llegaban desde Inglaterra sin saber hablar el castellano; al mismo tiempo manifestaban que su compañía tendría al inglés como idioma oficial y que solo se aceptarían miembros residentes de la colonia británica o sus descendientes. Continuaba la petición diciendo que en caso de no atenerse a esta regla, se disolvería esta organización, finalmente, solicitan una subvención como, además, ponerle el nombre del caballero inglés George Garland por ser en aquella época el Voluntario más antiguo del último de los fundadores sobrevivientes del Cuerpo de Bomberos.La Superintendencia la puso en tabla en reunión de Directorio General del 27 de agosto de 1901 donde, realizado un detenido estudio sobre la conveniencia de la instalación de la nueva compañía, se acordó aceptar la propuesta hecha por los firmantes; incluso, se le fijó en 1.500 pesos anuales la suma con que, de fondos del Cuerpo, se la subvencionó. En todo caso, sería de cuenta de ella realizar los mayores gastos en que incurriese para los demás pormenores hasta la definitiva formación de la Compañía.
Finalmente, se nombró una comisión compuesta de los Sres. Superintendente, Vice-Superintendente, 1 y 2 comandante más el Miembro Honorario del Directorio don George Garland. Comisión que, antes de proceder definitivamente, dará cuenta al Directorio para aprobar y autorizar la instalación definitiva de la Compañía que se empezaba a organizar, esto ocurre el 13 de septiembre de 1901 en la iglesia anglicana del Cerro Concepción.
Actualmente la compañía, además de combatir incendios de varios tipos, se encuentra especializada en las emergencias con presencia de materiales peligrosos. Para ambos fines se cuenta con 2 unidades: La unidad 111, una Freightliner M2 con bomba de 500 GPM y 3000 litros de agua que atiende incendios, y la unidad 112, una Renault Premium 260 con bomba de 1000 GPM y 3000 litros utilizada para concurrir a llamados con presencia de materiales peligrosos y también, como la U-111, concurrir en apoyo a incendios.
Duodécima Compañía "Luis Bravo Osses - Bomba Suiza" 
La expansión demográfica de la ciudad hacia los cerros durante el siglo XX aumentó exponencialmente, siendo el cerro de Playa Ancha, al sur de la ciudad el que más población concentra. Ante tal crecimiento, y los tiempos de respuesta insuficientes que tenían las 11 compañías ya existentes, se crean distintas brigadas en los cerros del puerto, siendo la primera de ellas la de la "República Independiente" la cual obtiene el reconocimiento del Cuerpo de Bomberos de Valparaíso el 29 de octubre de 1969. Toma su nombre en honor a su primer director, Luis Bravo Osses, quien fallece en 1975.
Desde 1995, le es asignada la especialidad del combate de incendios forestales, siendo una de las compañías con mayor cantidad de salidas, al cubrir Playa Ancha, Cerro Cordillera y también Laguna Verde.
El año 2001, ante la construcción del nuevo Acceso Sur a Valparaíso, por el Camino La Pólvora, la compañía también adquiere la especialidad de rescate, tomando en cuenta el impacto vial ante el tránsito principalmente de camiones cargados con mercancías desde y hacia el puerto.
Decimotercera Compañía "George Mustakis Dragonas"
Originalmente creada a partir de la Patrulla forestal de Carabineros de Chile, esta compañía, ubicada en la localidad de Placilla de Peñuelas fue creada para dar una respuesta oportuna ante la gran cantidad de incendios forestales ocurridos en el sector, ubicado a 12 kilómetros del plan de Valparaíso a un costado de la Ruta 68 en dirección a Santiago, rodeado de importantes pulmones verdes como el Fundo Las Cenizas y la Reserva Forestal del Lago Peñuelas.
Su cuartel está ubicado estratégicamente entre los barrios de Placilla Poniente y Curauma, los cuales han tenido una importante explosión habitacional y además, de rápido acceso a la Ruta 68 la cual es la autopista más transitada de Chile, por lo que también cuentan con la especialidad de Rescate Vehicular. Además, su jurisdicción comprende el Camino La Pólvora, parte de la Variante Agua Santa y el Camino a Quintay.
Actualmente la compañía se encuentra cerrada luego de que se descubriera que dos de sus voluntarios eran autores del mega-incendio de la ciudad de Viña del Mar. Los voluntarios serían Francisco Mondaca y Elias Salazar
Decimocuarta Compañía "Reino de Bélgica"
Originalmente denominada Brigada N° 4 del Cerro Los Placeres, fue creada a partir de la organización de los pobladores de dicho cerro, uno de los más populosos y de mayor crecimiento de la ciudad ante el aumento de incendios forestales. Liderados por su fundador Luis Álvarez Marín, logran asentarse entre la Villa Berlín y la población El Progreso. Cuentan actualmente con el patrocinio del Reino de Bélgica y cubren los cerros Placeres y Esperanza, los que limitan con Viña del Mar.
Actualmente están implementando la especialidad de Rescate Vehicular, ante la expansión de la parte alta del cerro con las poblaciones Juan Pablo II y Gran Decano junto con la conectividad con la Variante Agua Santa y la Ruta 68.
Decimoquinta Compañía "Bomba Israel"
Antiguamente Brigada N° 5 de Rodelillo, fue fundada al mismo tiempo que su símil de Placeres en respuesta a los grandes incendios forestales que ocurrían en su sector. A contar del año 2005, adoptan su actual denominación bajo el pabellón del Estado de Israel. Su jurisdicción comprende el Cerro Barón, Lecheros, Larraín, Polanco y principalmente Rodelillo, sector que se ha expandido importantemente, principalmente en su parte alta con la construcción de la población Juan Pablo II.
Decimosexta Compañía "Libertador Bernardo O'higgins"
Durante varios años funcionaron como Brigada N° 16. Asentados en Laguna Verde, dan respuesta pronta a las emergencias sucedidas en dicha localidad, ubicada a 10 km del plan de Valparaíso, caracterizada principalmente por extensas plantaciones de pino y eucalipto, y una fuerte expansión de población fija y flotante en periodos de verano.

## Lukas y los Bomberos de Valparaíso
Por su gran aprecio de la ciudad, el dibujante y caricaturista de origen italiano, Renzo Pechennino (Lukas), desarrolló sus cómics que reflejaron su visión de los voluntarios del Cuerpo de Bomberos de Valparaíso y cómo estos eran parte de la urbe. La visión de Lukas por los "Caballeros del Fuego", se potenció dada su amistad con la Primera Compañía "Bomba Americana" como con la Sexta Compañía "Cristoforo Colombo". En el vídeo "Lukas y los Bomberos de Valparaíso" se recuerda algunos de sus dibujos que relaciona la ciudad con los voluntarios, la historia de Valparaíso, como algunas de las fotografías que dieron origen a sus cómics. Los cómics  de la foto del collage fueron extraídos de los libros "Apuntes Porteños" y "Valparaíso Histórico", de Lukas, ambos disponibles en el Museo Mirador Lukas, de Valparaíso.